# Hovedbestyrelse
En hovedbestyrelse er den øverste organisatoriske og politiske ledelse i en landsdækkende organisation eller forening, der ofte har flere underordnede lokale eller regionale afdelinger, som også ledes af bestyrelser.
Hovedbestyrelsen vælges ofte på organisationens eller foreningens generalforsamling, landsmøde eller kongres. En hovedbestyrelse består som regel af en formand (kan være samme person som formanden for organisationen, men behøver ikke være det), en næstformand og et antal menige medlemmer.
Ofte tilstræbes det i en hovedbestyrelse, at brede kredse af organisationen er repræsenteret. Det betyder, at hovedbestyrelser ofte har ganske mange medlemmer. Eksempelvis sidder der i fagforbundet HK Danmarks hovedbestyrelse i alt 46 medlemmer, hvoraf de 39 er valgt i de syv regionale afdelinger. Radikale Venstres hovedbestyrelse tæller mere end 100 medlemmer. I politiske partier er det almindeligt, at formanden for ungdomsorganisationen også har sæde i hovedbestyrelsen.
Hovedbestyrelsens overordnede opgave er at fungere som øverste ledelse mellem generalforsamlingerne, hvilket kan indebære at lægge strategier for det overordnede arbejde samt at forholde sig til diverse spørgsmål, der er relevant for medlemmerne. 